# Eudistoma australe
Eudistoma australe är en sjöpungsart som beskrevs av Monniot 1978. Eudistoma australe ingår i släktet Eudistoma och familjen Polycitoridae.
Artens utbredningsområde är Södra Ishavet. Inga underarter finns listade i Catalogue of Life.